# Prix Jack-Kirby
Les prix Jack-Kirby (Jack Kirby Awards) sont un prix de bande dessinée récompensant des bandes dessinées publiées aux États-Unis décerné de 1985 à 1987 lors du festival Comic-Con de San Diego. Organisé par Dave Olbrich du magazine Amazing Heroes, le prix disparaît après l'édition 1987 lorsqu'Olbrich entre en conflit avec Fantagraphics, maison d'édition d'Amazing Heroes. Olbrich fonde alors les prix Eisner, repris par le Comic-Con de San Diego en 1990, tandis que Fantagraphics crée les prix Harvey.

## Lauréats
Lorsque deux noms figurent dans une case dessinateur, le premier a réalisé le crayonné et le second l'encrage.

### Meilleur épisode (Best Single Issue)
| Année | Titre                  | Dessinateur                               | Scénariste   | Maison d'édition |
| ----- | ---------------------- | ----------------------------------------- | ------------ | ---------------- |
| 1985  | Swamp Thing Annual n°2 | Steve Bissette et John Totleben           | Alan Moore   | DC               |
| 1986  | Daredevil n°227        | David Mazzucchelli                        | Frank Miller | Marvel           |
| 1987  | Batman: Dark Knight    | Frank Miller, Klaus Janson et Lynn Varley | Frank Miller | DC               |

### Meilleure série (Best Continuing Series)
| Année | Titre       | Dessinateur                     | Scénariste | Maison d'édition |
| ----- | ----------- | ------------------------------- | ---------- | ---------------- |
| 1985  | Swamp Thing | Steve Bissette et John Totleben | Alan Moore | DC               |
| 1986  | Swamp Thing | Steve Bissette et John Totleben | Alan Moore | DC               |
| 1987  | Swamp Thing | Steve Bissette et John Totleben | Alan Moore | DC               |

### Meilleure série en noir et blanc (Best Black & White Series)
| Année | Titre          | Dessinateur                | Scénariste                 | Maison d'édition  |
| ----- | -------------- | -------------------------- | -------------------------- | ----------------- |
| 1985  | Cerebus        | Dave Sim                   | Dave Sim                   | Aardvark-Vanaheim |
| 1986  | Love & Rockets | Gilbert et Jaime Hernandez | Gilbert et Jaime Hernandez | Fantagraphics     |
| 1987  | Cerebus        | Dave Sim                   | Dave Sim                   | Aardvark-Vanaheim |

### Meilleure mini-série (Best Finite Series)
| Année | Titre                     | Dessinateur  | Scénariste   | Maison d'édition |
| ----- | ------------------------- | ------------ | ------------ | ---------------- |
| 1985  | Crisis on Infinite Earths | George Perez | Marv Wolfman | DC               |
| 1986  | Crisis on Infinite Earths | George Perez | Marv Wolfman | DC               |
| 1987  | Watchmen                  | Dave Gibbons | Alan Moore   | DC               |

### Meilleure nouvelle série (Best New Series)
| Année | Titre      | Dessinateur   | Scénariste    | Maison d'édition |
| ----- | ---------- | ------------- | ------------- | ---------------- |
| 1985  | Zot!       | Scott McCloud | Scott McCloud | Eclipse Comics   |
| 1986  | Miracleman | Divers        | Alan Moore    | Eclipse Comics   |
| 1987  | Watchmen   | Dave Gibbons  | Alan Moore    | DC               |

### Meilleur album (Best Graphic Album)
| Année | Titre               | Dessinateur                               | Scénariste    | Maison d'édition |
| ----- | ------------------- | ----------------------------------------- | ------------- | ---------------- |
| 1985  | Beowulf             | Jerry Bingham                             | Jerry Bingham | First            |
| 1986  | The Rocketeer       | Dave Stevens                              | Dave Stevens  | Eclipse          |
| 1987  | Batman: Dark Knight | Frank Miller, Lynn Varley et Klaus Janson | Frank Miller  | DC               |

### Meilleur dessinateur (Best Artist)
| Année | Nom              | Série                  | Maison d'édition |
| ----- | ---------------- | ---------------------- | ---------------- |
| 1985  | Dave Stevens     | The Rocketeer          | Comico           |
| 1986  | Steve Rude       | Nexus                  | First            |
| 1987  | Bill Sienkiewicz | Elektra: Assassin (en) | Marvel           |

### Meilleur scénariste (Best Writer)
| Année | Nom        | Série       | Maison d'édition |
| ----- | ---------- | ----------- | ---------------- |
| 1985  | Alan Moore | Swamp Thing | DC               |
| 1986  | Alan Moore | Swamp Thing | DC               |
| 1987  | Alan Moore | Watchmen    | DC               |

### Meilleurs auteurs (Best Writer/Artist (single or team))
| Année | Dessinateur        | Scénariste   | Série     | Maison d'édition |
| ----- | ------------------ | ------------ | --------- | ---------------- |
| 1986  | David Mazzucchelli | Frank Miller | Daredevil | Marvel           |
| 1987  | Dave Gibbons       | Alan Moore   | Watchmen  | DC               |

### Meilleure équipe artistique (Best Art Team)
| Année | Dessinateur    | Encreur       | Couleurs     | Titre                     | Maison d'édition |
| ----- | -------------- | ------------- | ------------ | ------------------------- | ---------------- |
| 1985  | Steve Bissette | John Totleben | Non spécifié | Swamp Thing               | DC               |
| 1986  | George Perez   | Jerry Ordway  | Non spécifié | Crisis On Infinite Earths | DC               |
| 1987  | Frank Miller   | Klaus Janson  | Lynn Varley  | Batman: Dark Knight       | DC               |

### Meilleure couverture (Best Cover)
| Année | Titre            | Dessinateur    | Encreur       | Maison d'édition |
| ----- | ---------------- | -------------- | ------------- | ---------------- |
| 1985  | Swamp Thing n°34 | Steve Bissette | John Totleben | DC               |

### Meilleure publication sur la bande dessinée (Best Comics Publication)
| Année | Titre                | Maison d'édition |
| ----- | -------------------- | ---------------- |
| 1985  | Comics Buyer's Guide | Krause           |

## Statistiques
Séries les plus récompensées
1. Swamp Thing : 8
2. Watchmen : 4
3. Batman: Dark Knight et Crisis on Infinite Earths : 3
5. 3 séries : 2
8. 6 séries : 1
Auteurs les plus récompensés
1. Alan Moore : 11
2. Steve Bissette et John Totleben : 6
4. Frank Miller : 5
5. Klaus Janson, Lynn Varley, Dave Gibbons et George Perez : 3
9. 4 auteurs : 2
13. 7 auteurs : 1
Maisons d'édition les plus récompensées
1. DC Comics : 18
2. Marvel Comics et Eclipse Comics : 3
4. Aardvark-Vanaheim et First Comics : 2
6. Fantagraphics et Comico : 1

## Temple de la renommée Jack Kirby
| Année | Nom         | Date de naissance |
| ----- | ----------- | ----------------- |
| 1987  | Carl Barks  | 27 mars 1901      |
| 1987  | Will Eisner | 6 mars 1917       |
| 1987  | Jack Kirby  | 28 août 1917      |